# Thomas Mulcair
Thomas Joseph Mulcair (Ottawa, 24 de octubre de 1954) es un político canadiense retirado de Quebec que se desempeñó como líder de la Oposición Oficial de 2012 a 2015, y líder del Nuevo Partido Democrático (NDP) de 2012 a 2017. Representó a la circunscripción de Outremont en la Cámara de los Comunes de 2007 a 2018 como miembro del Parlamento (MP).
Mulcair fue seleccionado como líder del NDP en la cuarta votación de las elecciones de liderazgo de 2012. Luego se desempeñó como líder de la Oposición Oficial hasta que el NDP perdió poco más de la mitad de sus escaños en las elecciones federales de 2015 y volvió a ocupar el tercer lugar. Durante una votación de revisión de liderazgo, celebrada en la convención federal del NDP de 2016, el 52% de los delegados votaron para realizar una elección de liderazgo. Mulcair dijo que seguiría siendo líder hasta que el partido elija un reemplazo. Los delegados de la convención, en una moción de emergencia, votaron para darle al partido hasta dos años para elegir un nuevo jefe. Mulcair anunció más tarde en mayo de 2016 que se retiraría de la política y no disputaría su participación en las próximas elecciones federales. Renunció a su puesto el 3 de agosto de 2018 para aceptar un puesto en el departamento de ciencias políticas de la Universidad de Montreal. También ha sido contratado como analista político en directo para CJAD, CTV News Channel y TVA.
Abogado de profesión, Mulcair se unió al NDP federal en 1974. Fue miembro provincial de la Asamblea Nacional de Quebec para la conducción de Chomedey en Laval de 1994 a 2007, ocupando el escaño del Partido Liberal de Quebec. Se desempeñó como ministro de desarrollo sostenible, medio ambiente y parques desde 2003 hasta 2006, en el gobierno liberal del primer ministro Jean Charest. Elegido diputado por Outremont en una elección parcial en 2007, fue nombrado codirector adjunto del NDP poco después y ganó la reelección para su escaño tres veces.